# 덴마크 해협

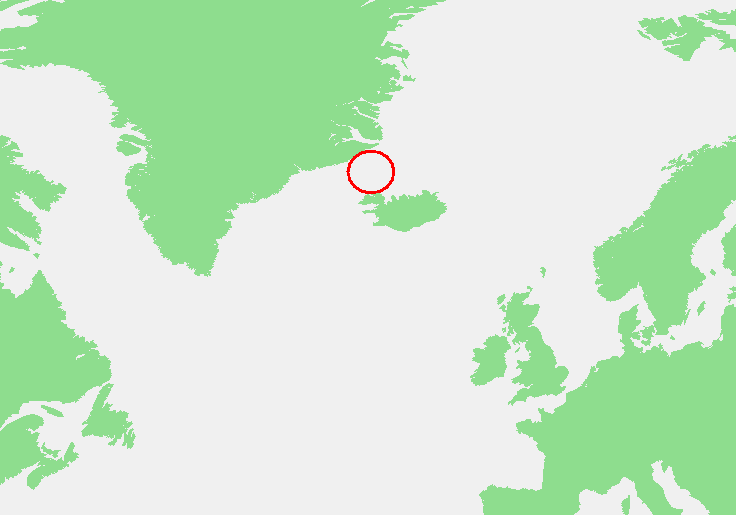
덴마크 해협

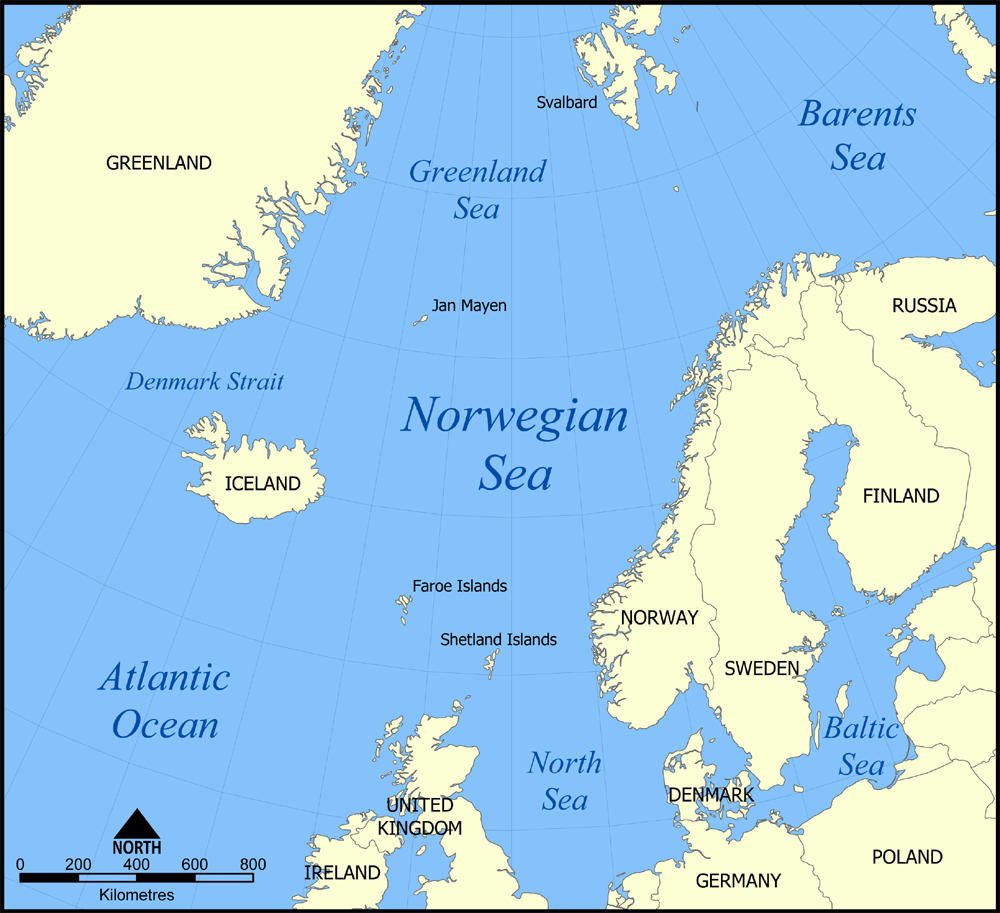

덴마크 해협(Denmark Strait, 덴마크어: Danmarksstrædet, 아이슬란드어: Grænlandssund "그린란드 해협")은 그린란드와 아이슬란드 사이의 해협이다.
대서양과 북극해를 이으며 길이는 480 km, 가장 좁은 곳의 폭은 290 km이다. 한류인 동그린란드 해류가 남으로 흐르고 있어 빙산을 북대서양으로 보내고 있다.